# Babice (okres Třebíč)
Babice (s předložkou 2. pád do Babic, 6. pád v Babicích, německy Babitz) jsou obec ležící jihozápadně od města Třebíče. Žije zde 209 obyvatel.
V roce 1951 se zde odehrál tzv. případ Babice (vražda několika funkcionářů místního národního výboru), který KSČ využila k likvidaci nebo uvěznění řady jí nepohodlných občanů. Stojí zde památník zavražděných i obětí babického procesu.
Sousedními obcemi sídla jsou Šebkovice, Čáslavice, Cidlina, Dolní Lažany, Loukovice a Lesonice.

## Název
Název vesnice byl přenesen z původního pojmenování jejích obyvatel Babici. Ten byl pravděpodobně odvozen od osobního jména Baba (hanlivého pojmenování bázlivého muže) a místní jméno by pak znamenalo "Babovi lidé". Protože však některý vrch v okolí mohl nést pojmenování Baba, mohlo obyvatelské jméno znamenat i "lidé žijící pod Babou". Podoba jména v písemných pramenech: Pabicz (1349), Babicz (1368), Babycz (1373), Babiczie (1387), Babicze (1606), Babitz (1672), Babitz a Babice (1846).

## Geografie
Babicemi prochází ze severu na jih silnice z Čáslavic přes Bolíkovice do Horních Lažan, z Babic pak jižním směrem vede silnice do Lesonic, západně pak vede užitková silnice do Cidliny, podél jižní hranice území obce vede silnice z Lesonic do Šebkovic. Ze severu na jih pak také vede cyklostezka 5103, přes severní část ze severu na východ vede cyklostezka 5216, tamtéž také vede lesní užitková silnice. Z Loukovic do Horních Lažan pak vede zelená turistická stezka. Z Bolíkovic východně pak vede cesta k Bolíkovickému mlýnu. 
Velká část území obce je využívána zemědělsky, jen severní okraj území je značně zalesněn a značně kopcovitý. Zalesněná je pak ještě oblast okolo lesa Háj nebo okolo Kozího vrchu. 
Severní hranice potoka je tvořena Šebkovickým potokem, ten protéká přes PR Blatná hráz nedaleko území obce a PR U Hájenky nedaleko území obce a dále vede do Šebkovic, pak se k hranicím území obce přibližuje u Bolíkovického mlýna, kde protéká přes Bolíkovický rybník. V Bolíkovském lese pramení několik potoků, které se následně vlévají do Šebkovického potoka; další potoky, které se vlévají do Šebkovického potoka, pramení pod Kozím vrchem a v lese Háj nedaleko kaple sv. Veroniky. Východně od Babic pramení potok V Herklích.
Severovýchodně od vesnice se nachází Kozí vrch (574 m). Severní část území obce je zalesněná a značně kopcovitá, v těchto lesích se nachází Maková hora (682 m) a těsně za hranicemi území obce se nachází Srnčí vrch (683 m) a Hrubova hora (650 m). Východně od vesnice leží těsně za hranicemi území obce kopec Tašky (582 m).
Babice leží téměř uprostřed území obce, severně od Babic se nachází vesnice a místní část Bolíkovice, východně od Bolíkovic se nachází Bolíkovický mlýn. Na křižovatce silnic u jižní hranice obce se nachází těsně za hranicemi území obce samota Nové Dvory. Východně od vesnice se nachází skupina památných stromů (Výstavky dubů v lese Háj) a další významné duby.

## Historie
Pravěké osídlení Babic v době mladšího neolitu dokládá kamenný sekeromlat nalezený na poli v trati Na Taškách na severovýchod od obce.
První historická zmínka o obcí Babice je uváděna z roku 1349. V tu dobu vesnice patřila Vilémovi z Babic, ten prodal v tu dobu křižovníkům s červenou hvězdou půlku vsi. Roku 1376 pak prodal zbývající polovinu obce Vznatovi z Jakubova a na Sadku, ale ten pak, protože byl zadlužen o Babice přišel a připadly brněnským a znojemským židům. Ti pak prodali v roce 1387 vesnici Vilémovi z Bolíkovic (syn Viléma z Babic). Později vedla Eliška z Babic a Jakoubek z Oponešic spor o majetky ve vsi. Následně pak vedla spor s Janem z Weimile o stejné majetky. Ale už v roce 1416 prodala Eliška Ondřejovi Bílému z Jarohněvsi a v roce 1447 pak tyto majetky připadly Jindřichovi z Kladerub, který zbylou část majetku prodal Vilémovi z Bolíkovic. Ten pak majetky předal synovi Bohušovi, který majetek prodal Hynkovi z Bačkovic. Posléze majetky vlastnily jeho děti, které pak prodaly majetek Vilému Valeckému z Mírova, který ihned majetky prodal Bohuši Hrubčického z Čechtína, v jehož rodu se pak majetky dědily až do roku 1610, kdy se babické panství stalo součástí lesonického panství, které spadalo do majetku Zdeňkovi z Roupova. Někdy před rokem 1610 ve vsi zanikla tvrz z období kolem 14. století.
Ve 14. století byl v obci postaven kostel, ale ten, stejně jako zbytek vesnice shořel roku 1614, kostel byl znovu postaven. Vesnice pak byla také obnovena, ale v třicetileté válce pak byla opět zcela zničena a obnovena byla zřejmě v 30. letech 17. století. V roce 1721 pak byla ve vesnici fungující škola. Velkou pohromou pro obec pak byla neúroda a hladomor v letech 1771 a 1772, kdy zemřelo v obci 150 lidí. Roku 1806 byla nedaleko obce postavena kaple svaté Veroniky, ta pak byla upravena v roce 1847 na zděnou stavbu.
Od roku 1849 Babice nebyly součástí lesonického panství, byly zasazeny do znojemského politického okresu a do soudního okresu Moravské Budějovice, od roku 1850 pak byly součástí vesnice Babice i sousední Bolíkovice, Lesonice a Cidlina. Avšak k dalším změnám ve správním uspořádání došlo již v roce 1867, kdy se osamostatnily Lesonice, následně se v roce 1875 osamostatnila Cidlina a roku 1919 pak i Bolíkovice. Od roku 1896 byly správně zařazeny Babice do okresu Moravské Budějovice.
Roku 1863 byl zbořen starý kostel a začala se stavba nového, který byl dokončen v roce 1865 a roku 1880 byl zrušen původní hřbitov a založen nový u cesty do Šebkovic. V roce 1895 do obce přišel farář Josef Ševčík, po něm pak od roku 1904 působil v obci jako kooperátor Jakub Deml. V obci byl v roce 1900 založen hasičský spolek, v témže roce i Národní jednota a v roce 1924 Domovina. V roce 1926 bylo do obce zavedeno rádio a v roce 1933 byla obec připojena k elektrické síti.
Roku 1950 pak do obce přišel farář Václav Drbola a dne 2. července 1951 pak byli v babické škole zastřeleni 3 členové národního výboru. Vrahem měl být Ladislav Malý a v následných procesech bylo popraveno 11 osob a odsouzeno 107 lidí. Popraven byl i babický farář Václav Drbola.
Obec je od roku 1960 začleněna do okresu Třebíč. Roku 1952 pak bylo v obci založeno jednotné zemědělské družstvo, to bylo v roce 1960 sloučeno s JZD Bolíkovice a nově pojmenováno JZD Nová cesta. Roku 1972 se JZD Nová cesta sloučilo s JZD Lesonice a roku 1978 s JZD Nový život v Jakubově. Mezi lety 1974 a 1976 byl v obci postaven kulturní dům a mezi lety 1986 a 1988 byla v obci zavedena kanalizace.
V roce 2017 byla schválena dotace kraje Vysočina pro udržení malých obchodů ve vesnici, Babice jsou jednou z podpořených obcí.
Do roku 1849 patřily Babice do lesonického panství, od roku 1850 patřily do okresu Znojmo, pak od roku 1896 do okresu Moravské Budějovice a od roku  1960 do okresu Třebíč.

### Kostel
Ve 14. století byl v obcí postaven kostel, který, stejně jako velká část obce v roce 1614 vyhořel, tentýž rok byl kostel znovu postaven a rozdělen na dvě části. První část byla zasvěcena Zvěstování panny Marie a druhá část patřila evangelické církvi. Ke konci 17. století byla dělicí zeď zbořena a kostel již patřil pouze katolíkům, zároveň byl znovu svěcen a přesvěcen Nejsvětější Trojici. Kostel byl v roce 1863 téměř celý zbořen a kromě několika zdí byl na jeho místě postaven novobarokní chrám. K posledním opravám kostela došlo mezi lety 1998–2006.

## Obyvatelstvo
| Rok            | 1869 | 1880 | 1890 | 1900 | 1910 | 1921 | 1930 | 1950 | 1961 | 1970 | 1980 | 1991 | 2001 | 2011 | 2021 |
| -------------- | ---- | ---- | ---- | ---- | ---- | ---- | ---- | ---- | ---- | ---- | ---- | ---- | ---- | ---- | ---- |
| Počet obyvatel | 383  | 416  | 429  | 453  | 425  | 428  | 371  | 302  | 319  | 293  | 256  | 230  | 212  | 191  | 186  |
| Počet domů     | 65   | 65   | 66   | 67   | 69   | 72   | 81   | 89   | 85   | 79   | 70   | 79   | 81   | 89   | 91   |

## Obecní správa a politika
V letech 2010–2014 byl starostou Miloslav Vecheta, od roku 2014 funkci vykonává Petra Černá.

### Znak a vlajka
Právo užívat znak a vlajku bylo obci uděleno rozhodnutím Poslanecké sněmovny Parlamentu České republiky dne 18. května 2012. V červeném štítě znaku se nad třemi zlatými propletenými kruhy (2,1) nachází stříbrné, oboustranně střídavě cimbuřovité břevno. Vlajku tvoří tři vodorovné pruhy, červený, bílý oboustranně zubatý posunutý se dvěma zuby vysokými poloviny šířky pruhu a třemi stejnými mezerami a červený, v poměru 2 : 1 : 6. V dolním pruhu tři (2,1) žluté propletené kruhy. Poměr šířky k délce listu je 2 : 3.

### Volby do Poslanecké sněmovny
|       | 2006                | 2010                | 2013                | 2017                | 2021                  |
| ----- | ------------------- | ------------------- | ------------------- | ------------------- | --------------------- |
| 1.    | ČSSD (40,65 %)      | KSČM (20,0 %)       | KSČM (27,69 %)      | ANO (31,74 %)       | SPOLU (27,06 %)       |
| 2.    | KDU-ČSL (24,39 %)   | KDU-ČSL (18,18 %)   | KDU-ČSL (22,3 %)    | KDU-ČSL (15,07 %)   | ANO (25,56 %)         |
| 3.    | KSČM (13,0 %)       | ČSSD (17,27 %)      | ČSSD (16,92 %)      | Piráti (12,69 %)    | Piráti+STAN (12,03 %) |
| účast | 74,55 % (123 z 165) | 65,09 % (110 z 169) | 75,43 % (132 z 175) | 75,45 % (126 z 167) | 80,12 % (133 z 166)   |

### Volby do krajského zastupitelstva
|      | 1.                 | 2.                       | 3.                | účast              |
| ---- | ------------------ | ------------------------ | ----------------- | ------------------ |
| 2000 | 4KOALICE (32,07 %) | KSČM (20,75 %)           | ČSSD (20,75 %)    | 33,14 % (56 z 169) |
| 2004 | KSČM (34,84 %)     | KDU-ČSL (30,3 %)         | ODS (19,69 %)     | 40,24 % (68 z 169) |
| 2008 | ČSSD (39,28 %)     | KDU-ČSL (22,61 %)        | KSČM (21,42 %)    | 50,90 % (85 z 167) |
| 2012 | KSČM (23,68 %)     | ČSSD (21,05 %)           | KDU-ČSL (19,73 %) | 46,59 % (82 z 176) |
| 2016 | KDU-ČSL (22,5 %)   | STO (17,5 %)             | KSČM (16,25 %)    | 47,67 % (82 z 172) |
| 2020 | KDU-ČSL (26,08 %)  | Piráti (13,04 %)         | ANO (13,04 %)     | 43,21 % (70 z 162) |
| 2024 | ANO (27,71 %)      | ODS+TOP 09+STO (16,86 %) | KDU-ČSL (15,66 %) | 46,93 % (84 z 179) |

### Prezidentské volby
V prvním kole prezidentských voleb v roce 2013 první místo obsadil Miloš Zeman (41 hlasů), druhé místo obsadil Jiří Dienstbier (19 hlasů) a třetí místo obsadil Jan Fischer (14 hlasů). Volební účast byla 69,19 %, tj. 119 ze 172 oprávněných voličů. V druhém kole prezidentských voleb v roce 2013 první místo obsadil Miloš Zeman (80 hlasů) a druhé místo obsadil Karel Schwarzenberg (34 hlasů). Volební účast byla 67,06 %, tj. 114 ze 170 oprávněných voličů.
V prvním kole prezidentských voleb v roce 2018 první místo obsadil Miloš Zeman (66 hlasů), druhé místo obsadil Jiří Drahoš (35 hlasů) a třetí místo obsadil Pavel Fischer (18 hlasů). Volební účast byla 80,23 %, tj. 138 ze 172 oprávněných voličů. V druhém kole prezidentských voleb v roce 2018 první místo obsadil Miloš Zeman (78 hlasů) a druhé místo obsadil Jiří Drahoš (52 hlasů). Volební účast byla 77,38 %, tj. 130 ze 168 oprávněných voličů.
V prvním kole prezidentských voleb v roce 2023 první místo obsadil Andrej Babiš (48 hlasů), druhé místo obsadil Petr Pavel (42 hlasů) a třetí místo obsadil Pavel Fischer (20 hlasů). Volební účast byla 83,33 %, tj. 145 ze 174 oprávněných voličů. V druhém kole prezidentských voleb v roce 2023 první místo obsadil Petr Pavel (79 hlasů) a druhé místo obsadil Andrej Babiš (61 hlasů). Volební účast byla 79,66 %, tj. 141 ze 177 oprávněných voličů.

## Doprava
Prochází tudy silnice III. třídy č. 4102 z Bolíkovic do Lesonic. Dopravní obslužnost zajišťuje dopravce TRADO-BUS. Autobusy jezdí ve směrech Třebíč, Moravské Budějovice, Jemnice, Čáslavice, Cidlina a Želetava. Vede tudy cyklistická trasa č. 5103 z Bolíkovic do Horních Lažan a zeleně značená turistická trasa z Loukovic do Horních Lažan.

## Pamětihodnosti
- Kaplička Panny Marie
- Fara, postavena mezi lety 1763–1764
- Kříž před kostelem
- Kostel Nejsvětější Trojice z konce 17. století, přestavěn v roce 1863[4]
- Kaple svaté Veroniky z roku 1847, kaple stojí na místě původní dřevěné kaple z roku 1805[33]
- Kříž u hřbitova
- Secesní hrobka na hřbitově
- Hřbitovní kaple J. Indry z roku 1904 s reliéfem Krista na kříži od Františka Bílka
- Litinová plastika ukřižovaného na náhrobku J. Ševčíka od Františka Bílka, z roku 1911
- Památník třídních bojů a vítězství
- Busta Václava Drboly od Stanislava Müllera[34]
- Pamětní deska funkcionářům místního národního výboru na obecním úřadě[35]
- Pamětní deska Václava Drboly na budově fary[36]
- Pomník Tomáši Kuchtíkovi, Bohumíru Netoličkovi a Josefu Roupcovi na návsi[37]
- Zvony smíření v Babicích[38]

## Osobnosti
- Jakub Deml (1878–1961), spisovatel a duchovní, působil v obci mezi lety 1909–1911
- Václav Drbola (1912–1951), administrátor farnosti Babice
- Maxmilián Hailer (1839–1908), správce lesonického panství
- Josef Herčík, překladatel a duchovní, působil v obci mezi lety 1895–1911
- Arnošt Kreutzer (1857–1924), lesník
- Jan Musil (1859–1915), zámečník
- Josef Musil (1856–1892), tesař a kostelník
- František Plichta (1875–?), spisovatel, kronikář
- Josef Ševčík (1857–1911), kněz
- Josef Veselý (1827–1887), kněz
- Tomáš Kuchtík (1898–1951), oběť vraždy v babickém případu, učitel, voják
- Herman Zenz (1870–1939), správce lesonického panství